# GLM Musica
Il Gruppo GLM è un gruppo editoriale fondato nel 1988 a Monaco di Baviera specializzato in campo musicale.
È composto dalla casa discografica indipendente GLM Music e dalla casa editrice GLM Musikverlag.

## GLM Music
GLM Music è una casa discografica indipendente che pubblica artisti di musica jazz, world music, strumentale, reggae, funk e leggera.
È composta da quattro differenti etichette:
- Fine Music, incentrata su musica impegnativa, con melodie leggere e un ritmo vibrante
- Impulso, prevalentemente dedicata alla world music
- Edition Collage, dedicata al jazz
- Dinner Music, incentrata su musica leggera

L'etichetta produce numerosi artisti di successo internationale come Quadro Nuevo, Jamaram, Martin Scales, Patrick Scales, Johannes Enders, Lisa Wahlandt, Evelyn Huber, Mulo Francel, Robert Wolf e Helena Luce.

## GLM Musikverlag
GLM Musikverlag è una casa editrice che si occupa di pubblicare e sostenere artisti musicali. Oltre a pubblicare titoli riguardanti prevalentemente la musica jazz, si occupa di promuovere pubblicitariamente e tutelare gli interessi di compositori e parolieri.
Svolge inoltre attività di intermediazione fra questi e produttori cinematografici, pubblicitari ed editoriali in Germania, Austria e Svizzera.